# Втеча трьох братів з Азова

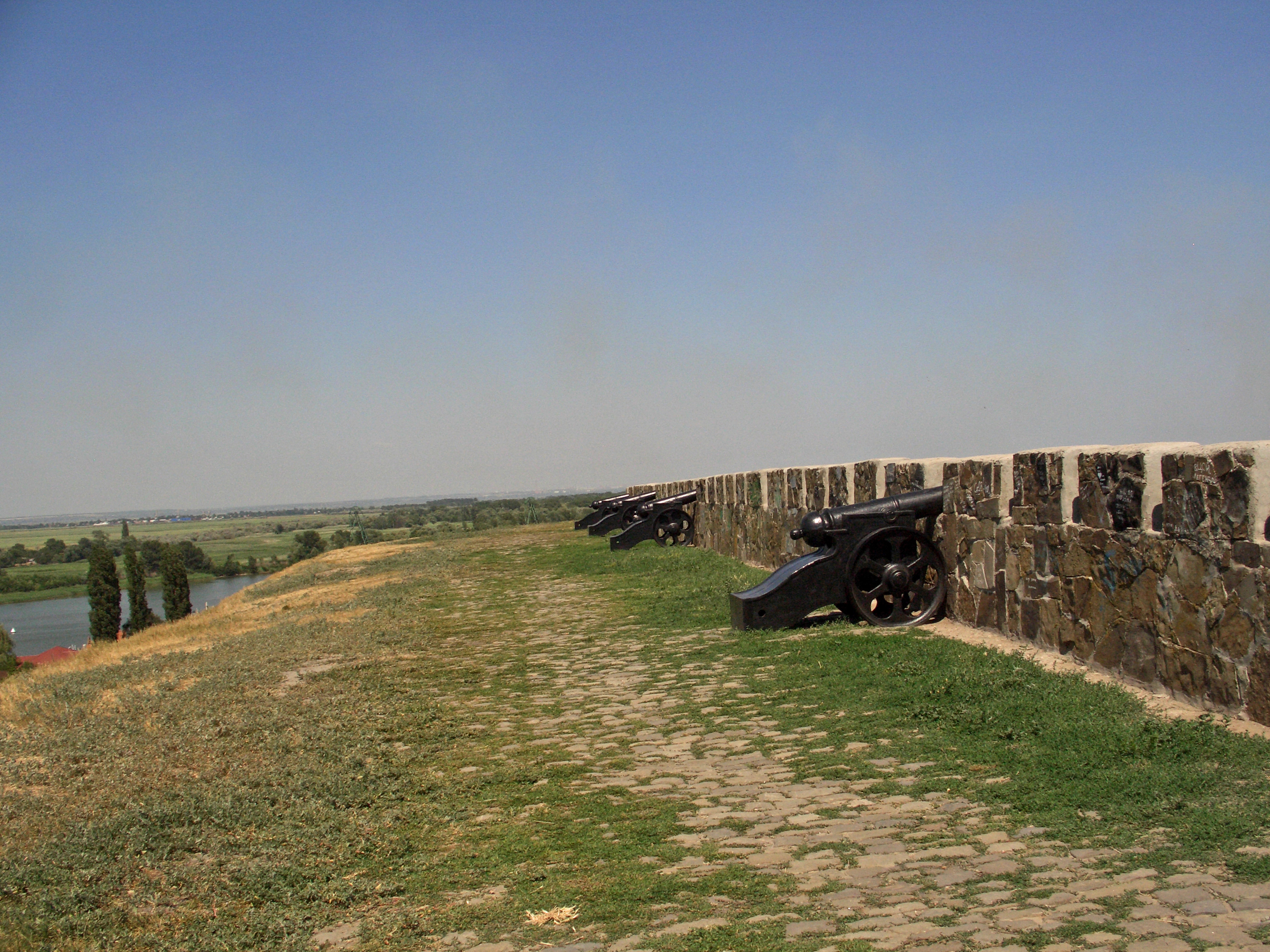
Гармати на валах Азовської фортеці.

Дума про втечу трьох братів з Азова (також «Дума про піхотинця») — українська дума.

## Сюжет
Дума розповідає про втечу трьох братів з турецької неволі, про малодушність і честь козацьку.
У XV—XVI ст. турецька фортеця Азов відігравала зловісну роль в житті як українців, так і донських козаків. Азов був не тільки форпостом турецьких походів в глибину української чи донської території — це місто у дельті Дону, разом з Козловом і Кафою (сучасні Євпаторія та Феодосія) в Криму, залишалося найбільшим мусульманським невільницьким ринком в Північному Причорномор'ї. Майже щорічні татарські і ногайські набіги на українські і  землі козаків Всевеликого війська донського, переповняли ринки живого товару цих міст все новими і новими християнськими бранцями. Звідси приречені невільники потрапляли у рабство не лише до самої Туреччини, але й навіть до її найвіддаленіших колоній в Аравії, Північній Африці, берегів Євфрату та Тигру. Повернутися звідси на батьківщину було майже неможливо. Тому й вважали українські козаки найславнішим подвигом для себе — визволення християнських невільників, тому й нападали вони найчастіше на ті турецькі фортеці, де існували великі невільницькі ринки, визволяючи своїх братів та сестер з турецького рабства. Та не завжди допомога українських козаків могла бути своєчасною.
Часто українським козакам, що потрапили до турецького полону, залишалося сподіватися тільки на себе, чекаючи на щасливу годину, аби напасти на своїх поневолювачів та вирватися на свободу. Іноді їм це вдавалося, як то було з невільниками на турецькій галері 1599 року, коли бранці на чолі з отаманом Самійлом Кішкою не тільки захопили цю галеру, але й повернулися на ній до Запорізької Січі. Цей величезний подвиг козацького духу залишився в пам'яті українського народу навіки, будучи оспіваним в народній пісні, думі під назвою «Самійло Кішка». Але тут здобути перемогу над турками значною мірою допоміг величезний організаторський хист цього запорізького отамана. В інших народних думах з сумом розповідалося про те, як українські бранці, в силу обставин, так і не змогли вибороти власну свободу, обравши смерть перспективі на все життя залишитися у чужорідному рабстві. Ці пісні, що їх співали по Україні сліпі співці, пробуджували в народі спрагу до боротьби, постійно живлячи козацькі лави новими молодими хлопцями, що йшли з українських сіл та міст на захист свого народу та рідної землі.
До циклу так званих «невільницьких пісень» належить і дума «Втеча трьох братів з міста Азова, з турецької неволі», яка відома ще під назвою «Три брати азовські». Сюжетом цієї думи є цілком достовірний факт втечі трьох братів-козаків з турецького полону з міста Азова. Двом старшим братам вдалося захопити турецьких коней, а третій, «піший-пішаниця», змушений наздоганяти старших братів пішки. У помислах старших братів йде постійна боротьба двох почуттів — з одного боку вони розуміють, що не можна залишати молодшого брата одного, прирікати його на загибель, з іншого — бояться турецької погоні, розуміючи, що змарнувавши час, цілком ймовірно загинуть всі разом. І якщо спочатку старші брати після нічних переходів чекають на молодшого, то побачивши його знесилення та неможливість пересуватися далі, залишають на самоті. В результаті молодший брат гине, ставши здобиччю степових звірів-хижаків, а старші брати потрапляють на яничарську засідку, і теж гинуть у бою з турками.
Не зважаючи на нібито тривіальний сюжет, ця дума містить в собі великий моральний зміст. Зрада братнього союзу, не лише козацького, але й сімейного братства, обертається для козаків неминучою смертю. Не даремно народом було створено декілька інших, пізніших за часом, варіантів цієї пісні. У цих варіантах моральна зрада старшими братами молодшого значно поглиблюється. В одному записі думи старший брат навмисно закликає середнього брата позбутися меншого, маючи при цьому особисте майнове зацікавлення — щоб батьківський спадок «на дві часті паювати», а не на три. В іншому варіанті яскравіше висвітлюється ідея громадського засудження людини за злочинні вчинки — старші брати все ж повертаються до рідного дому, але їх ганебний вчинок щодо молодшого брата викривається, батьки їх не приймають до хати, а козацька рада засуджує на смерть за малодушність.

## Історія записів
Завдяки своєму високому моральному змісту та художній майстерності, українська народна дума «Втеча трьох братів з міста Азова, з турецької неволі» належить до найдавніших і найпопулярніших дум. Вона дійшла до нас з глибокої давнини, і не загубила зворушливого характеру і гуманістичних рис. Відомо близько сорока записів думи. Розповідають, що «Втечу трьох братів» у виконанні кобзарів, дуже полюбляв слухати Тарас Шевченко. У 1871 році початок думи від відомого українського лірника Івана записав композитор Микола Лисенко, на початку XX століття Опанас Сластьон зробив запис думи на фонографі, а 1910 року впорядкував і видав у своїй збірці «Мелодії українських народних дум» основоположник українського етнографічного музикознавства Філарет Колесса під назвою «Дума про піхотинця». Цю думу мали у своєму репертуарі найбільші українські народні виконавці: кобзарі Михайло і Платон Кравченки, Остап Кальний, Микола Дубина, бандуристи Зіновій Штокалко, Федір Жарко, Тарас Лазуркевич, Георгій Ткаченко (родом зі Східної Слобожанщини), лірники Антін Скоба та Аврам Гребінь. Співала «Трьох братів» і жінка — Явдоха Пилипенко (колись жінкам теж дозволялося вступати в кобзарське братство, вони співали божественні пісні і думи, але ніколи не грали на музичних інструментах — бандурі, кобзі чи лірі).
Найбільш наближеним до первісного варіанту вважається текст думи про азовських братів, що був записаний 1916 року від лірника Івана Мережка в селі Чаплинка, Новомосковського повіту, Катеринославської губернії. Справжньою вдачею для українського мистецтва є той факт, що цей варіант українські етнографи встигли знайти та записати лише за рік до більшовицького заколоту, після якого масово загинули і українські кобзарі з лірниками, і ті великі пісні, що вони співали. Загинув під час компанії більшовицької боротьби проти кобзарів і лірник Іван Мережко. 

## Музика
У 1871 р., ще до III Археологічного з'їзду, Микола Лисенко записав від лірника Йвана в Лубенському повіті початок думи «Про втечу трьох братів з Азова», але ця спроба певно не задовольняла Лисенка ритмічною стороною транскрипції і за його життя вона виявилась не надрукованою. Від миргородського кобзаря Платона Кравченка Ф. Колесса зробив запис у 1910 р.

## Варіанти думи
Існує такий варіант думи, де старші брати домовляються покинути молодшого брата, аби поділити батьківську спадщину не на три, а на дві частини. Отже, старші брати прибувають до батьківської хати, де середній брат не може стерпіти докорів власної совісті, та розповідає правду, як вони покинули меншого брата. Громада засуджує старшого сина до розстрілу, а середнього прощає за його каяття. Цей варіант думи записаний Опанасом Сластіоном 1902 року від кобзаря Михайла Кравченка з села Великі Сорочинці. Хоч цей варіант записаний раніше від варіанту Івана Мережка, але, здається, він є пізнішого походження, бо має яскраве моралізаторське забарвлення, на відміну від більш оповідного варіанту Мережка.
Стали ті два брати

До отцевського двору доїжджати,

Стали отець і матуся

Із хлібом і сіллю виходжати,

Стали вони свого найстаршого сина

За гостя приймати

І за стіл саджати,

Стали вони про найменшого сина

Усю правду питати.

Став же найстарший син за стіл сідати,

Свому отцю-неньці неправду казати:

«Не в одному ми полку бували,

Не одному ми пану служили,

Що ми свого брата найменшого

За дев'ять літ у вічі не видали».

Став середульший брат за стіл сідати,

Гірко плакати і ридати,

Дрібні сльози проливати,

Став він свому отцю-неньці

Усю правду казати:

«Що в одному ми полку бували

І одному ми пану служили —

У турецькій бусурменській у тяжкій неволі,

У городі у Азові пробували,

Із города Азова умісті із пліну утікали,

Тільки ми свого брата найменшого,

Пішого-піхотинця,

У турецькій у бусурменській великій неволі покидали».

Стали отець-мати

Обіди справляти,

Молебні наймати,

Стали найстаршого сина із двору зсилати,

Стали його обществом-народом

До розстрілу випроводжати.

Став найстарший брат

Гірко плакати-ридати,

Свого брата найменшого,

Пішого-піхотинця,

Споминати:

«Лучче мені було тебе, брате,

У турецькій у бусурменській великій неволі тебе доглядати,

Аніж мені, брате,

Між своїм народом,

У своїм безрідді

Смертю постраждати».

## Географія подій думи
Цікавими для дослідників є і географічні відомості з цієї думи, адже вони правдиво відтворюють можливий шлях втечі трьох козаків з міста Азова до України. Менший брат гине на Савур-могилі, яка знаходиться зараз в Шахтарському районі Донецької області, неподалік від російсько-українського кордону. Савур-могила згадується і в іншій відомій українській історичній пісні — саме тут гине від татар славний козак Морозенко, за яким «вся Вкраїна плаче». Старший же і середній «азовські брати» в першому варіанті думи закінчують своє життя за річкою Самаркою, сучасною Самарою, притокою Дніпра, що бере свій початок на межі Донецької, Харківської та Дніпропетровської областей. Ця географічна правда підтверджує правду історичну, про те, що дума про трьох азовських братів була створена в Україні в козацьку добу, і люди, які її творили, були добре обізнані в тодішніх історичних та географічних реаліях.
Але викликає здивування інший факт — від Азова дуже близько до землі донських козаків. Та чомусь українські козаки не поспішають до близького Дону, а обирають важку і небезпечну путь до рідної України. Чи то донські козаки в часи створення думи про азовських братів не мали ще реальної військової сили, на відміну від козаків запорізьких, чи то стосунки між донцями та запоріжцями вже тоді не були такими мирними, хто знає? А все ж треба над цим замислитися.

## Виконавці

### Кобзарі
П. Кравченко, О. Кальний, Я. Пилипенко, Микола Дубина, Лантух (кобзар)

### Бандуристи
З. Штокалко, Ф. Жарко, Т. Лазуркевич, Г. Ткаченко,

### Лірники
Лірник Іван, А. Скоба, А. Гребінь.